# Паранойя (альбом)
«Паранойя» — второй студийный альбом Николая Носкова, выпущенный в 1999 году. В 2000 году переиздан под названием «Стёкла и бетон».

## Об альбоме
Пластинка стала вторым сольным альбомом бывшего солиста рок-группы «Парк Горького». В 1998 году под руководством продюсера Иосифа Пригожина вышел альбом «Блажь», а годом позже — «Паранойя». Альбом вышел на лейбле ОРТ Рекордс. Заглавная композиция также попала в сборник «ОРТ-5» наряду с песнями других звёзд российской эстрады, таких как Валерий Меладзе, Алсу, Дмитрий Маликов и другие. В «Музыкальной газете» о новой работе Носкова написали следующее:
Н. Носков, «Паранойя». Так называется и его новый альбом. Со здоровьем у певца все в порядке — весну не в первый раз дядька встречает.
В состав альбома вошло десять песен, включая хитовую композицию «Паранойя», ставшую визитной карточкой Носкова на многие годы. «Помню, когда „Паранойю“ стали усиленно крутить на радио, я очень испугался, что стану певцом одной песни. А однажды зашёл в супермаркет, там меня увидел какой-то покупатель в трусах и майке и начал пальцем на меня показывать: „О, паранойя идёт“. Я дико тогда испугался, даже хотел из репертуара убрать эту песню, но передумал», — вспоминал музыкант.
Николай Носков стал автором музыки к большинству песен альбома, а тексты написали Игорь Брусенцев и Алексей Чуланский. Единственным исключением стала песня «Примадонна», написанная Аллой Пугачёвой.
В 2000 году альбомы «Блажь» и «Паранойя» были переизданы на лейбле Иосифа Пригожина Nox Music под другими названиями: «Я тебя люблю» и «Стёкла и бетон».

## Треклист
| №                   | Название            | Текст песни         | Музыка              | Длительность |
| ------------------- | ------------------- | ------------------- | ------------------- | ------------ |
| 1.                  | «Паранойя»          | Igor Brusentsev     |                     | 3:49         |
| 2.                  | «Стёкла и бетон»    | Igor Brusentsev     |                     | 4:00         |
| 3.                  | «Я тебя прошу»      | Alexei Chulanskiy   |                     | 4:01         |
| 4.                  | «Белая ночь»        | Igor Brusentsev     |                     | 4:28         |
| 5.                  | «Снег»              | Alexei Chulanskiy   |                     | 4:28         |
| 6.                  | «Узнать тебя»       | Alexei Chulanskiy   |                     | 3:57         |
| 7.                  | «Примадонна»        | Alla Pugacheva      | Alla Pugacheva      | 3:34         |
| 8.                  | «Счастливей сна»    | Alexei Chulanskiy   |                     | 4:00         |
| 9.                  | «Я — твой DJ»       | Alexei Chulanskiy   |                     | 4:01         |
| 10.                 | «Как прекрасен мир» | Igor Brusentsev     |                     | 3:16         |
| Общая длительность: | Общая длительность: | Общая длительность: | Общая длительность: | 40:08        |